# Gewöhnlicher Glatthafer
Der Gewöhnliche Glatthafer (Arrhenatherum elatius), auch als Französisches Raygras oder Fromental bezeichnet, ist eine Pflanzenart aus der Gattung Arrhenatherum innerhalb der Familie der Süßgräser (Poaceae).

## Beschreibung

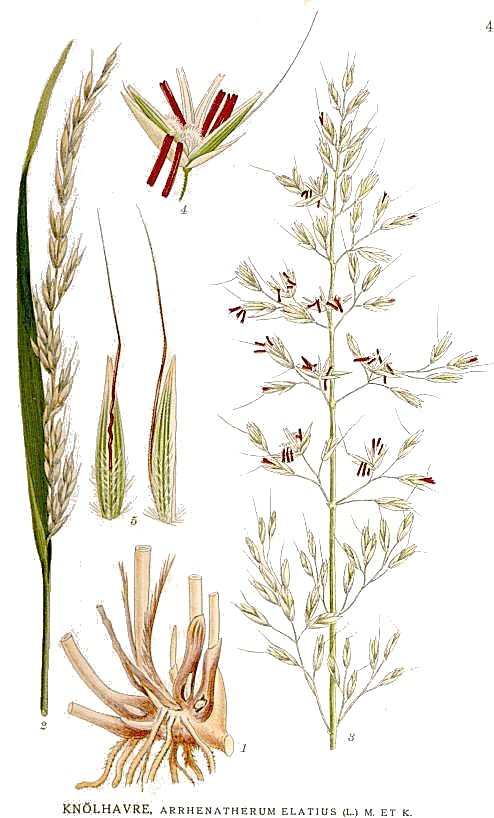
Illustration

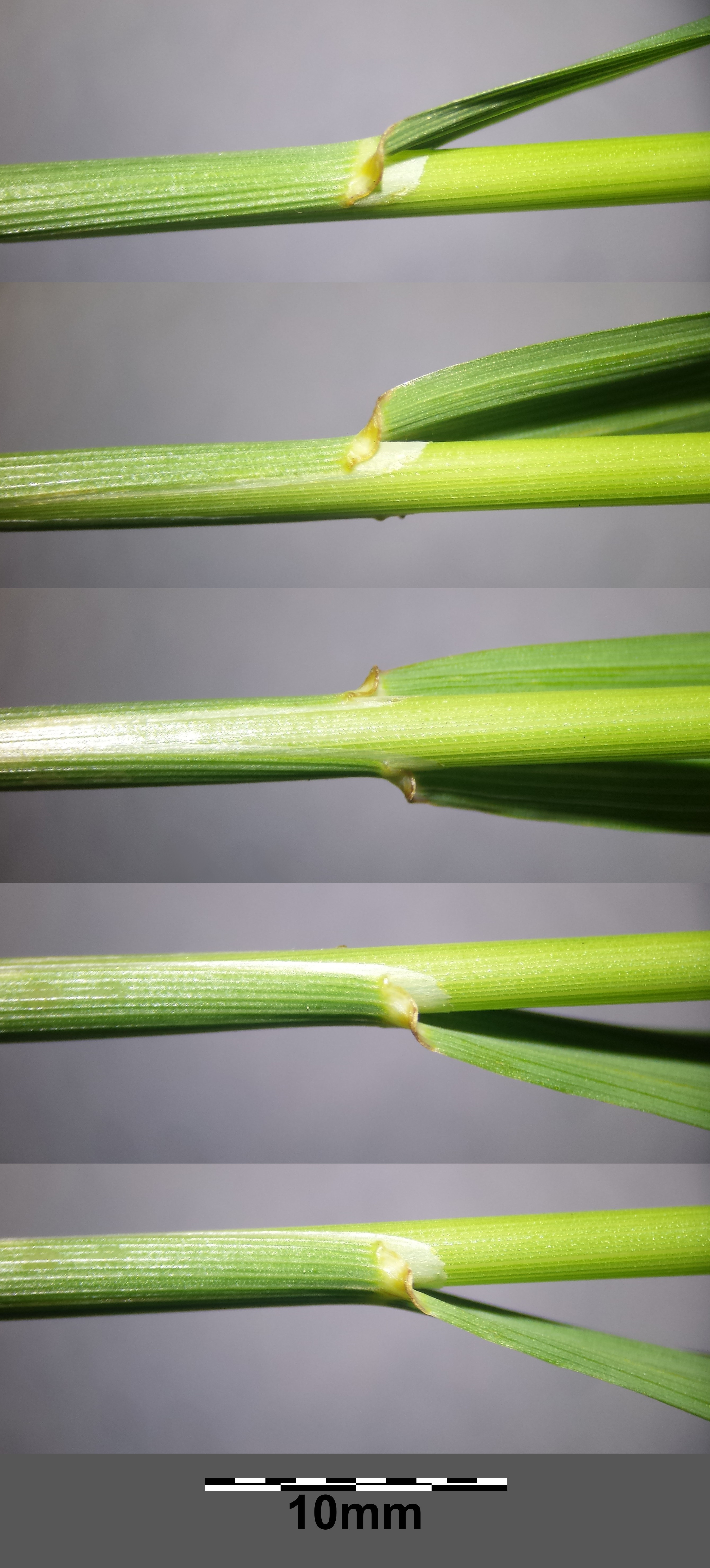
Stängel mit Blattscheide und Blatthäutchen

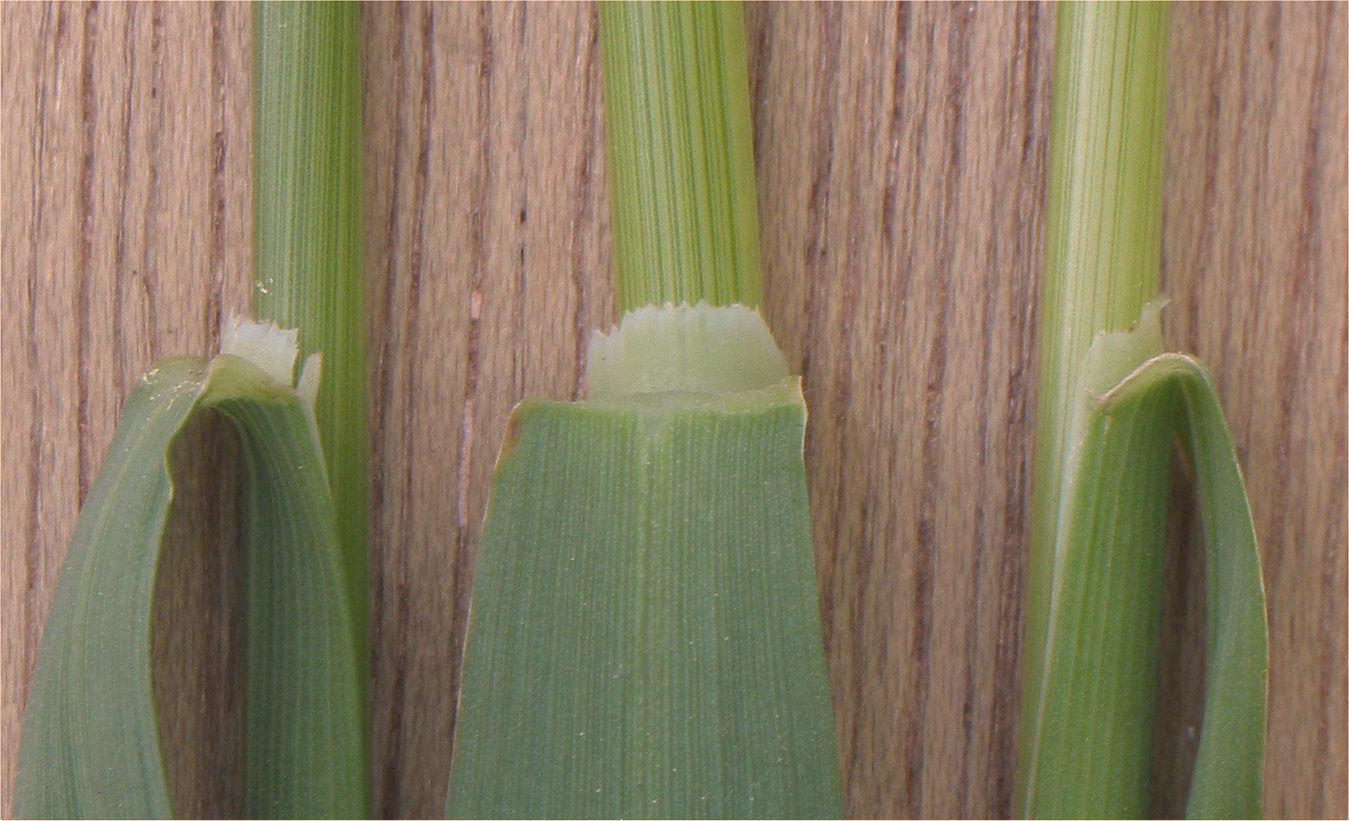
Blatthäutchen

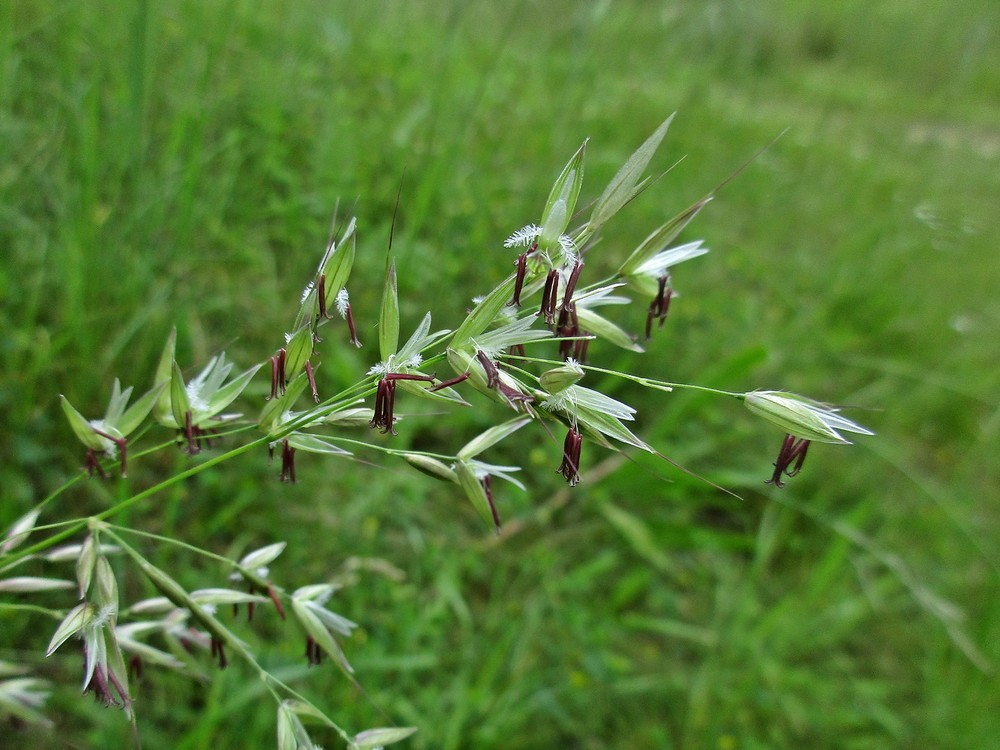
Blütenstand

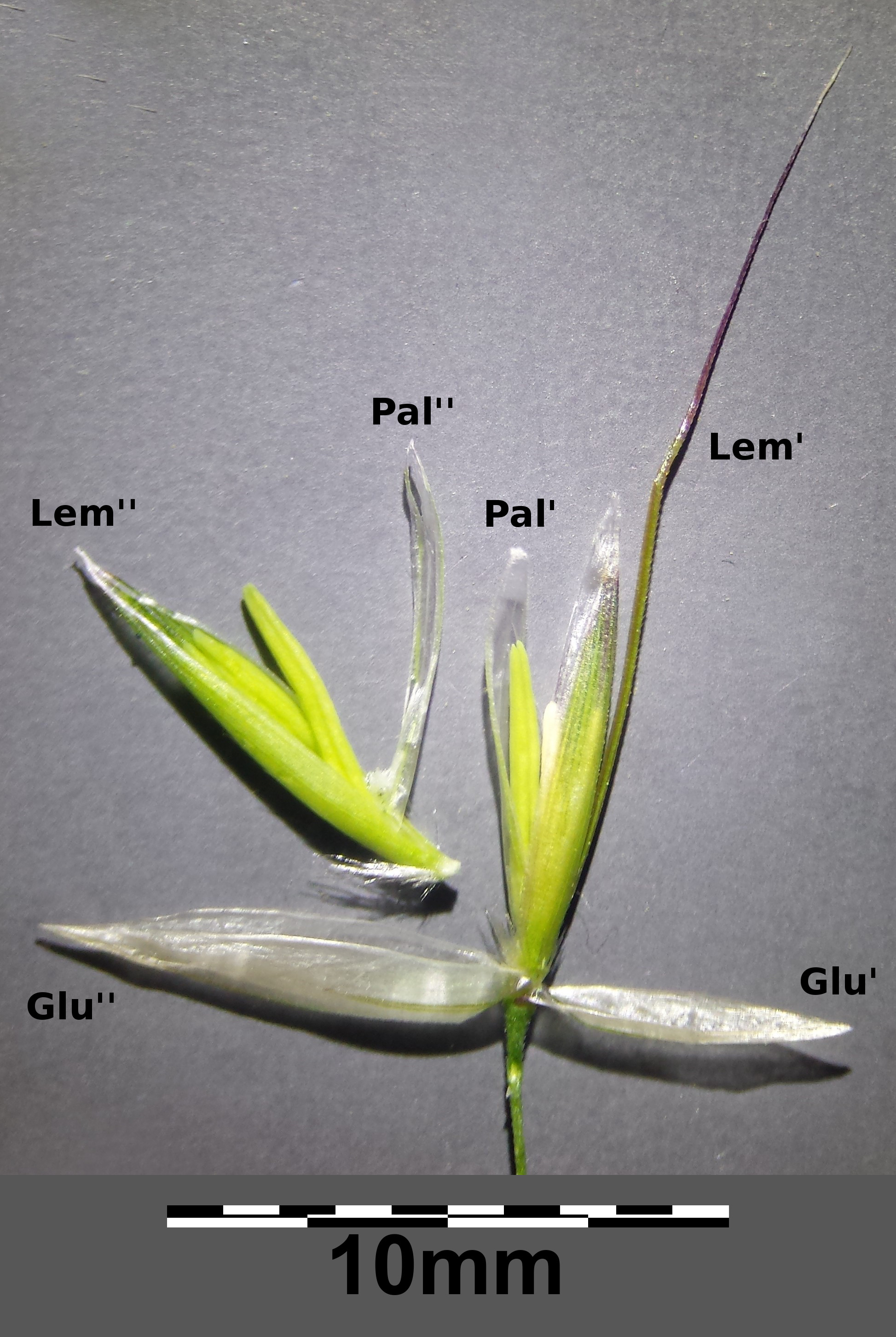
Ährchen mit Hüll- (Glu), Deck- (Lem) und Vorspelzen (Pal). Die Deckspelze der unteren, männlichen Blüte (Lem') weist eine lange Rückengranne auf.

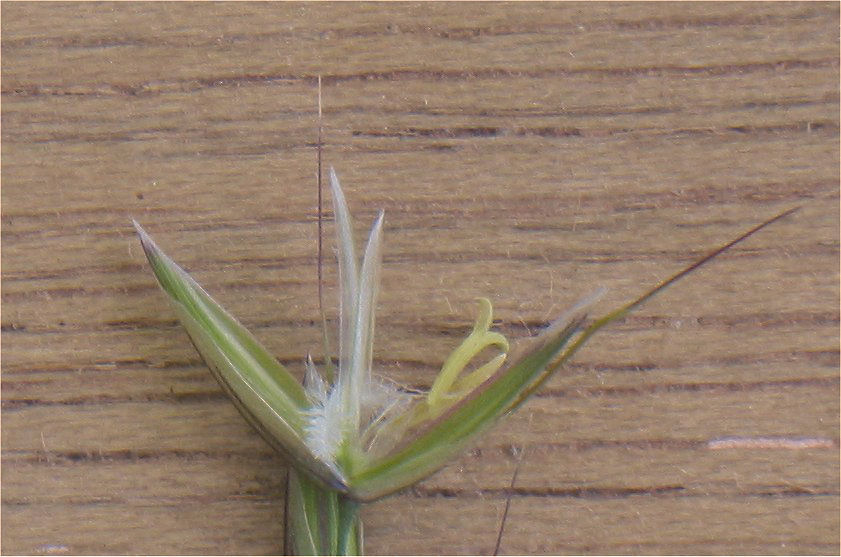
Ährchen mit einer Zwitterblüte und einer männlichen Blüte

### Vegetative Merkmale
Der Gewöhnliche Glatthafer ist eine ausdauernde krautige Pflanze und erreicht Wuchshöhen von 50 bis 150 Zentimetern. Er wächst in lockeren Horsten. Der Gewöhnliche Glatthafer treibt im Frühjahr sehr frühzeitig und stark aus. Er bildet in der Regel keine Ausläufer, nur selten sehr kurze Rhizome. Die Wurzeln sind gelblich. Die glatten, aufrechten, allenfalls wenig ausgebreiteten Halme sind ziemlich kräftig und haben drei bis fünf Knoten.
Die wechselständig an den Halmen angeordneten Laubblätter sind in Blattscheide und -spreite gegliedert. Die Blattscheiden sind auf der Rückseite gerundet, glatt und zuweilen an den Knoten spärlich behaart oder nur rau.
Bei der Unterart Arrhenatherum elatius subsp. bulbosum sind die Knoten des Halmgrundes zwiebel- oder rosenkranzartig verdickt. Die Blatthäutchen (Ligulae) sind meist ganzrandig, zuweilen gefranst und etwa 1 bis 3 Millimeter lang. Die Blattspreiten sind wie die Blattscheiden kräftig grün, 5 bis 10 Millimeter breit und bis zu 40 Zentimeter lang. Sie sind flach, schmal zugespitzt, sehr locker behaart oder auch völlig kahl. Sie fühlen sich am Rand und auf der Oberfläche rau an.

### Generative Merkmale
Die Hauptblütezeit liegt im Zeitraum Mai bis Juni; nachblühende Pflanzenexemplare können bis in den September gefunden werden. Der aufrechte oder etwas nickende, rispige Blütenstand ist bei einer Länge von 10 bis 50 Zentimetern im Umriss länglich-lanzettlich. Er ist locker oder etwas dichter zusammengezogen, glänzend grün oder leicht purpurfarben überlaufen. Die rauen Rispenäste stehen ungleich lang in Büscheln an der Hauptachse. Die zweiblütigen, selten drei- bis vierblütigen Ährchen sind länglich mit 1 bis 10 Millimeter langen Stielchen. Die untere Blüte ist rein männlich (selten zwittrig), die obere ist zwittrig. Die Hüllspelzen sind häutig und zugespitzt; die untere ist einnervig, 4 bis 6 Millimeter lang und deutlich kürzer als die obere dreinervige. Die schmal-ovalen, zugespitzten, siebennervigen Deckspelzen sind 7 bis 10 Millimeter lang und auf der Rückseite rund. Die untere Deckspelze ist lang begrannt. Die Granne ist 10 bis 16 Millimeter lang und mit der Deckspelze zu etwa einem Drittel verwachsen. Die obere Deckspelze ist unbegrannt, allenfalls mit einer kurzen Borste in der Nähe der Spitze versehen. Die Vorspelzen sind zweinervig und haben sehr fein behaarte Kiele. Die drei Staubbeutel sind 4 bis 5 Millimeter lang. Die Karyopsen sind behaart und von der Deckspelze eingehüllt.

## Ökologie
Der Gewöhnliche Glatthafer ist ein Hemikryptophyt, ein Horstgras und ein Tiefwurzler. Vegetative Vermehrung ist durch unterirdische Ausläufer möglich.
Der Gewöhnliche Glatthafer wird durch Eutrophierung stark gefördert. Nach starker Düngung, wie sie die Regel geworden ist, sind bereits nach 2 Jahren ursprünglich vorhandene kleinere Arten nicht mehr konkurrenzfähig. Dadurch trägt der Glatthafer zu einer bedenklichen Reduzierung der Artenvielfalt bei. Trotz der heutigen weiten Verbreitung und Häufigkeit ist der Gewöhnliche Glatthafer in Deutschland nicht (oder höchstens lokal) einheimisch. Er ist vielmehr ein Neophyt, der sich erst zu Beginn der Neuzeit in Deutschland eingebürgert hat. Noch im 19. Jahrhundert war in Deutschland diese Art noch nicht überall verbreitet. Wahrscheinlich gehen unsere Vorkommen letztlich auf Aussaaten mit französischen Saatgut zurück („Französisches Raygras“).
Der Gewöhnliche Glatthafer ist eine Langtagpflanze mit einer Hauptblütezeit von Mai bis Juni. Sie ist selbststeril, wird vom Wind bestäubt, ist ein starker Heuschnupfen-Erreger und gehört dem „Langstaubfädigen Typ“ an.
Ausbreitungseinheit (Diaspore) ist die von Deck- und Vorspelze umgebene Karyopse mit einem anhängenden Rest der männlichen Blüte und der zugehörigen Granne. Solche Ausbreitungseinheiten werden Spelzfrüchte genannt; sie sind durch Lufteinschluss spezifisch leicht, was die Windausbreitung begünstigt. Daneben erfolgt Zufallsverbreitung durch Weidevieh, Klettausbreitung aufgrund der Granne sowie Selbstausbreitung durch Einbohren der hygroskopischen, korkenzieheratig gewundenen Granne in den Boden. Fruchtreife erfolgt von Juni bis September. Der Gewöhnliche Glatthafer ist ein Lichtkeimer.

## Vorkommen
Der Gewöhnliche Glatthafer ist von Europa bis Zentralasien und dem Iran, in Nordwestafrika und Makaronesien verbreitet. In Europa kommt er in fast allen Ländern vor und fehlt nur in Nordmazedonien. Der Gewöhnliche Glatthafer kommt vom Flachland bis in mittlere Gebirgslagen (bis in eine Höhenlage von etwa 1650 Metern) vor. In den Alpen erreicht er aber im Kanton Wallis bei Fee 1900 Meter, in Graubünden an der Muottas-Muragl-Bahn 1900 Meter und an der Ofenpass-Höhe Süsom Givé 2150 Meter. In den Allgäuer Alpen steigt er in Vorarlberg am Hochtannbergpass bis in eine Höhenlage von 1675 Meter auf. In Nordamerika, Australien und Neuseeland ist er ein Neophyt.
Der Gewöhnliche Glatthafer ist meist weit verbreitet bis häufig, in Deutschland nach Norden hin jedoch seltener. Er wächst in Mähwiesen, an Hecken und Dämmen, an Böschungen und Wegrändern. Die Böden sind mäßig trocken bis frisch oder wechselfeucht, nährstoffreich, oft kalkhaltig und sandig-lehmig. Der klimatische Schwerpunkt liegt in warmen, regenarmen Lagen, während raue und spätfrostgefährdete Lagen „gemieden“ werden. Glatthafer verträgt nur eine geringe Beschattung. Er ist die Kennart der Pflanzengesellschaften des Verbandes der Glatthaferwiesen (Arrhenatherion elatioris). In größeren Höhenlagen kommt er auch in Pflanzengesellschaften des Verbands Calamagrostion arundinaceae oder im Rumicetum scutati des Verbands Stipion calamagrostis vor.
Die ökologischen Zeigerwerte nach Landolt et al. 2010 sind in der Schweiz: Feuchtezahl F = 3 (mäßig feucht), Lichtzahl L = 3 (halbschattig), Reaktionszahl R = 3 (schwach sauer bis neutral), Temperaturzahl T = 4 (kollin), Nährstoffzahl N = 4 (nährstoffreich), Kontinentalitätszahl K = 3 (subozueanisch bis subkontinental), Salztoleranz = 1 (tolerant).

## Systematik
Die Erstveröffentlichung erfolgte 1753 unter dem Namen (Basionym) Avena elatior durch Carl von Linné in Species Plantarum, Tomus 1, S. 79. Das Artepitheton elatius ist lateinischen Ursprungs: elatior bedeutet „höher“. Linné wählte dieses Epithet, weil diese Art „höher“ war als die anderen Arten seiner Gattung Avena, unter der er sie beschrieb. Diese Art 1819 wurde durch Jan Svatopluk Presl und Karl Bořiwog Presl in Flora Cechica, S. 17 als Arrhenatherum elatius (L.) P.Beauv. ex J.Presl & C.Presl in die Gattung Arrhenatherum gestellt. J. Presl und C. Presl verwendeten dabei einen Namen von Ambroise Marie François Joseph Palisot de Beauvois, den dieser aber nicht gültig veröffentlicht hatte. Weitere Synonyme für Arrhenatherum elatius (L.) P.Beauv. ex J.Presl & C.Presl sind Holcus avenaceus Scop., Arrhenatherum avenaceum (Scop.) P.Beauv.

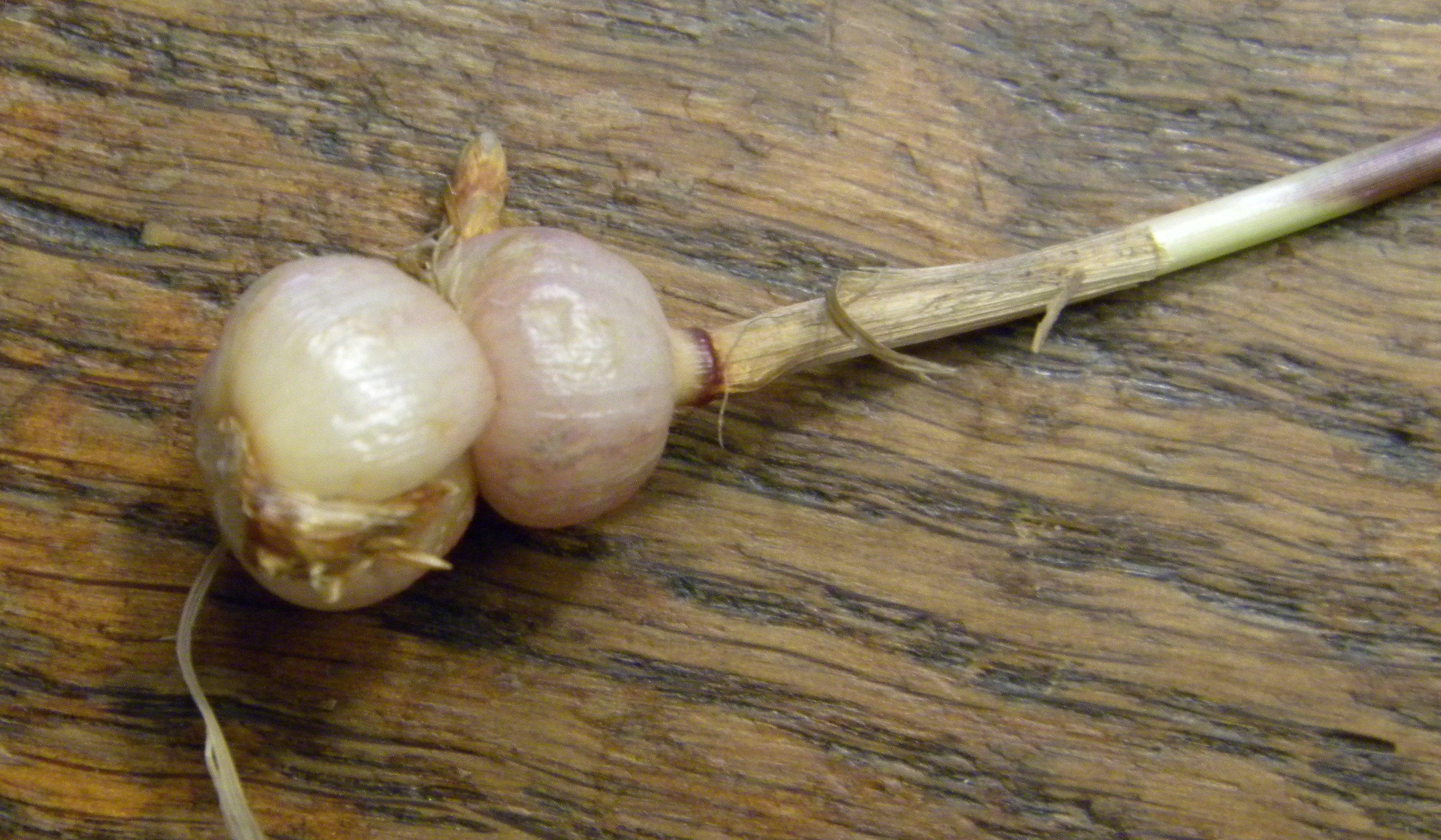
Knollen des Knollen-Glatthafers (Arrhenatherum elatius subsp. bulbosum)

Je nach Autor gibt es mehrere Unterarten:
- Arrhenatherum elatius subsp. baeticum Romero Zarco: Sie kommt in Marokko, Portugal und Spanien vor.[7]
- Knollen-Glatthafer[3] (Arrhenatherum elatius subsp. bulbosum (Willd.) Schübl. & Martens, Syn.: Arrhenatherum elatius var. bulbosum (Willd.) Spenn.): Sie kommt in Makaronesien, von West- und Südeuropa bis zum Kaukasusraum und in Nordwestafrika vor.[6] Die Chromosomenzahl beträgt 2n = 28.[8] Sie gedeiht in Mitteleuropa in Pflanzengesellschaften des Verbands Trifolion medii, des Verbands Quercion roboris oder der Klasse Agropyretea.[8]
- Arrhenatherum elatius subsp. cypricola (H.Scholz) Romero Zarco: Diese Neukombination erfolgte 2019 in Acta Bot. Malac. Volume 44, S. 93. Dieser Endemit kommt nur auf Zypern vor.[6]
- Arrhenatherum elatius L. subsp. elatius (Syn.: Arrhenatherum elatius var. subhirsutum (Asch.) Buia): Sie kommt von Europa bis Zentralasien und dem Iran und in Marokko vor.[6] Die Chromosomenzahl beträgt 2n = 14 oder 28.[8]
- Arrhenatherum elatius subsp. nebrodense (Brullo & al.) Giardina & Raimondo (Syn.: Arrhenatherum nebrodense Brullo & al.): Diese Neukombination erfolgte 2007 in Bocconea, Volume 20, S. 9. Dieser Endemit kommt nur auf Sizilien vor.[7]
- Arrhenatherum elatius subsp. sardoum (Em.Schmid) Gamisans: Sie kommt in Marokko, im südöstlichen Spanien, in den Pyrenäen, im südöstlichen Frankreich, auf Sardinien und Korsika vor.[6]

## Trivialnamen
Der deutsche Trivialname „Französisches Raygras“ kommt von der französischen Herkunft des Saatgutes im 19. Jahrhundert. „Raygras“ entspricht dem englischen ryegrass („Roggengras“).
Als weitere deutschsprachige Trivialnamen werden bzw. wurden, zum Teil nur regional, auch die folgenden Bezeichnungen verwandt: Bättligras (Schweiz), Glatthafer, Knöpfligras (Bern), Krallengras (Bern), Raygras (Schweiz), Zehligras (Bern), Zehliperle (Bern) und Zötteleschwalm (Bern).

## Verwendung
Eine wirtschaftliche Bedeutung hat Glatthafer als ertragreiches Mähgras zur Heugewinnung. Als Grünfutter wird er aber ungern vom Vieh gefressen, da er aufgrund von Saponinen bitter schmeckt. Zu häufigem Schnitt und einer stärkeren Beweidung hält er nicht stand. Für die Ansaat von Wiesen auf etwas trockenen Standorten ist der Glatthafer jedoch unentbehrlich, da kaum eine andere Grasart mit Trockenheit so gut zurechtkommt.